# 諾曼峰
諾曼峰（英語：Norman Peak），是南極洲的山峰，位於葛拉漢地西岸的法利埃海岸，處於佩里格賴納斯峰以西7公里的艾里冰川北岸，海拔高度1790米，現時由南極條約體系管理。